# Sit-in

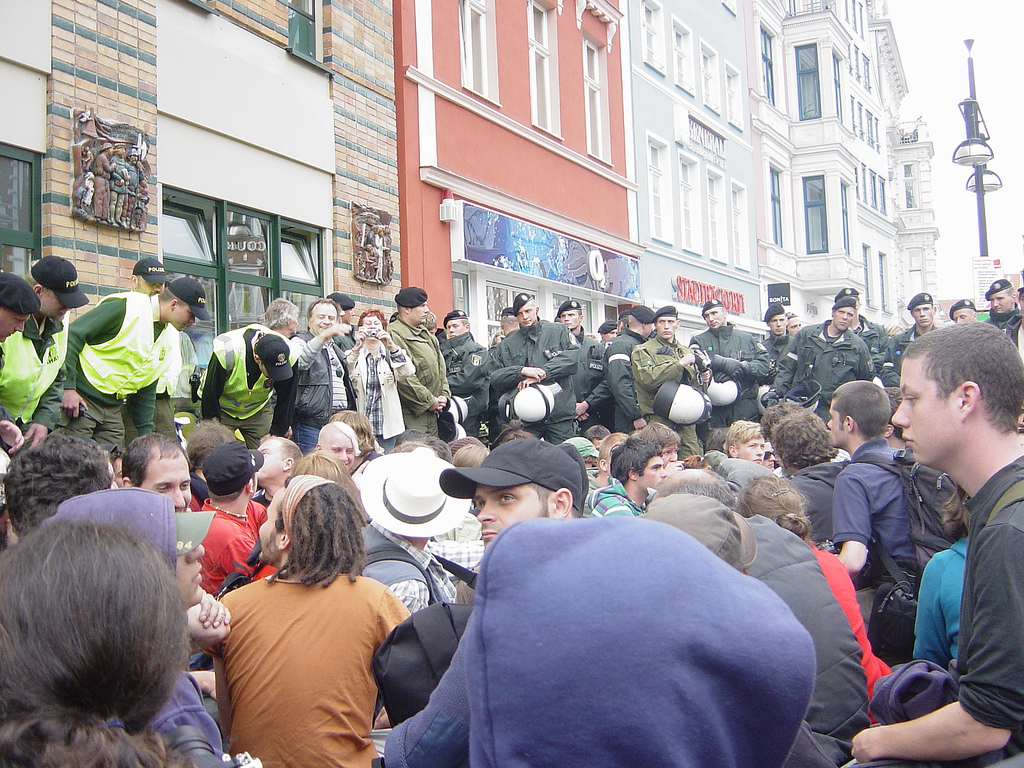
Een sit-in tijdens de G8 van 2007

Een sit-in, zitstaking of zitblokkade is een vorm van geweldloos protest.
Deze ontstaat doordat een groep mensen, uit protest, bij elkaar gaat zitten om ofwel de ingang van een gebouw te blokkeren, de doorgang op de weg te blokkeren of om gewoon aandacht te vragen. Ook kan een staking gecombineerd worden met een sit-in. Een sit-in kan ook gebruikt worden om juist een betoging van een tegenpartij te hinderen.
De sit-in is een oude vorm van protest die mogelijk al in het Oude Egypte werd toegepast. De sit-in kreeg grote bekendheid door de Amerikaanse burgerrechtenbeweging en door Mahatma Gandhi.